# Sledgehammer (zespół muzyczny)
Sledgehammer – brytyjski zespół muzyczny z kręgu nowej fali brytyjskiego heavy metalu, założony w 1978 przez Mike’a Cooka, Terry’ego Pearce’a i Kena Revella. Był jednym z pionierów swojego gatunku.
Grupa zagrała swój pierwszy koncert jako support dla Motörhead, następnie wydała swój pierwszy singel Sledgehammer. Zdobywszy pewną popularność grupa wzięła udział w tworzeniu kompilacji Metal for Muthas. W 1983 Sledgehammer wydał swój jedyny album Blood on Their Hands. W późniejszych latach zespół odbywał pojedyncze koncerty. Kolejna próba wydawnicza – 2 single z 1988 – zakończyła się fiaskiem.
W 2003 został wydany album DVD, Live in London, dokumentujący występ Sledgehammer w londyńskim klubie Marquee 24 lutego 1984.

## Skład
- Mike Cooke – śpiew, gitara
- John Hennessy – gitara
- Killer Clint – gitara basowa
- Ken Revell – perkusja

### Poprzedni członkowie
- Terry Pearce – gitara basowa
- Gerry Shervin – gitara basowa
- John Jay – gitara basowa

## Dyskografia

### Album studyjny
- Blood on Their Hands (1983) – wydany z rozszerzoną listą ścieżek w 1984 pod nazwą Sledgehammer

### Single
- Sledgehammer (1979)
- Living in Dreams (1980)
- In the Queue (1980)
- In the Middle of the Night (1988)
- We Don't Like Porno Peat (1988)

### DVD
- Live in London (2005)